# Хуан Сяндун
Хуан Сяндун (кит.: 黄向东, нар. 22 березня 1958, Далянь) — китайський футболіст, що грав на позиції нападника. По завершенні виступів на футбольних полях — китайський футбольний тренер. Відомий за виступами в клубах «Куньмін Армі Уніт», «Баї» та «Тяньцзинь Локомотив», а також у складі національної збірну Китаю.

## Клубна кар'єра
Хуан Сяндун розпочав виступи на футбольних полях у команді «Куньмін Армі» у 1973 році, в якій грав до 1984 року. З початку 1985 року перейшов до клубу «Баї», у якому в 1986 році став чемпіоном країни. У 1988 році Хуан Сяндун перейшов до складу команди «Тяньцзинь Локомотив», і по закінченні сезону 1988 року завершив виступи на футбольних полях.

## Виступи за збірну
У 1980 році Хуан Сяндун дебютував у складі національної збірної Китаю. Того ж року у складі збірної був учасником кубка Азії з футболу 1980 року у Кувейті. Наступного року футболіст грав у складі збірної у кваліфікаційному раунді чемпіонату світу з футболу, утім китайська збірна не зуміла пробитися до фінальної частини чемпіонату світу. У 1982 року Хуан Сяндун грав у складі збірної на Азійських іграх. Після 1982 року дані щодо висту в збірній відсутні. Загалом протягом кар'єри у національній команді, яка тривала 3 роки, провів у її формі 19 матчів, забивши 8 голів.

## Кар'єра тренера
Хуан Сяндун розпочав тренерську кар'єру у 2010 році, очоливши команду другого китайського дивізіону «Веньчжоу Провенса». У 2016 році він був виконуючим обов'язки головного тренера команди «Хунань Біллоус».